# Vacquiers
Vacquiers è un comune francese di 1 325 abitanti situato nel dipartimento dell'Alta Garonna nella regione dell'Occitania.

## Monumenti

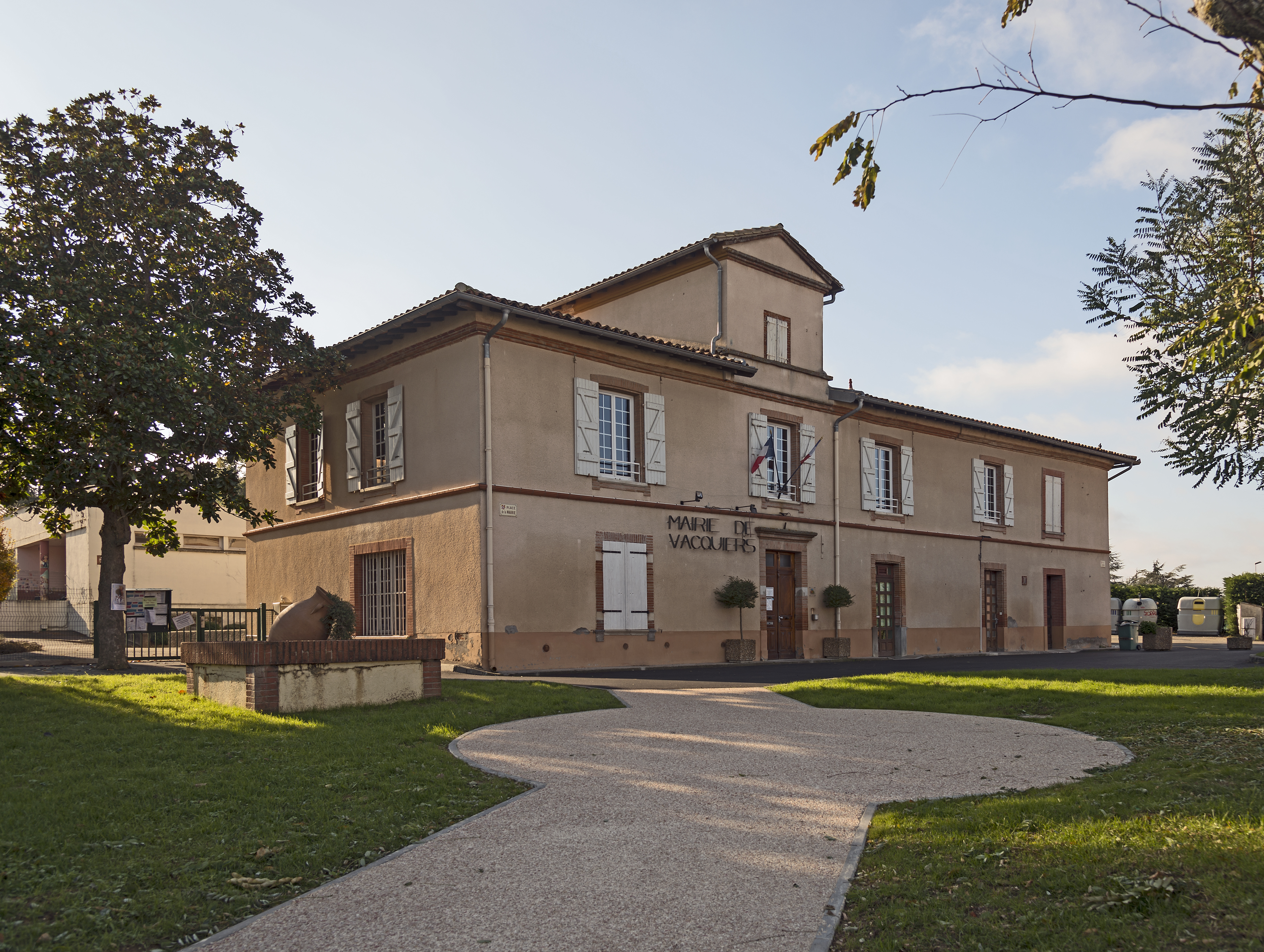
Il municipio
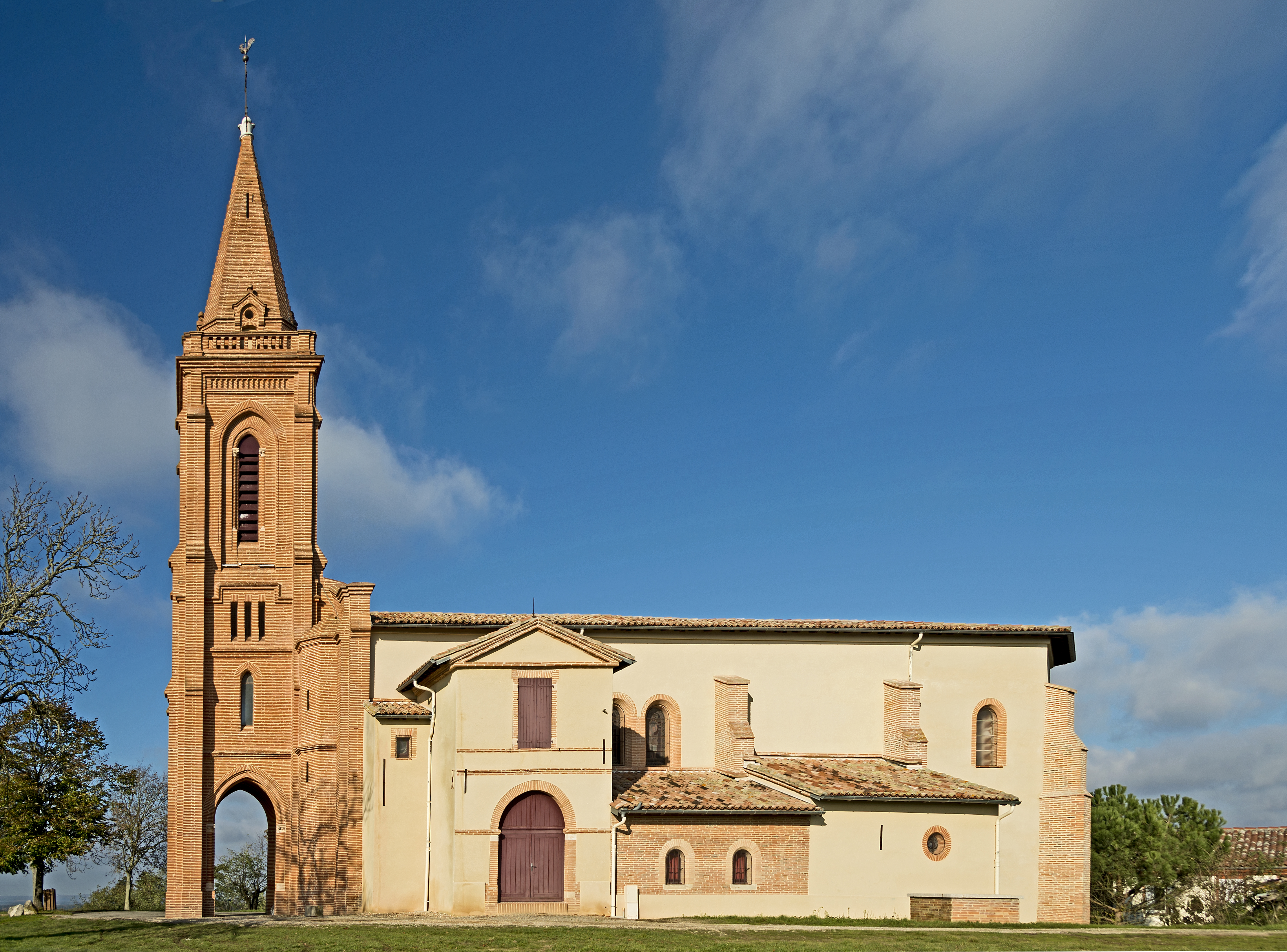
La chiesa
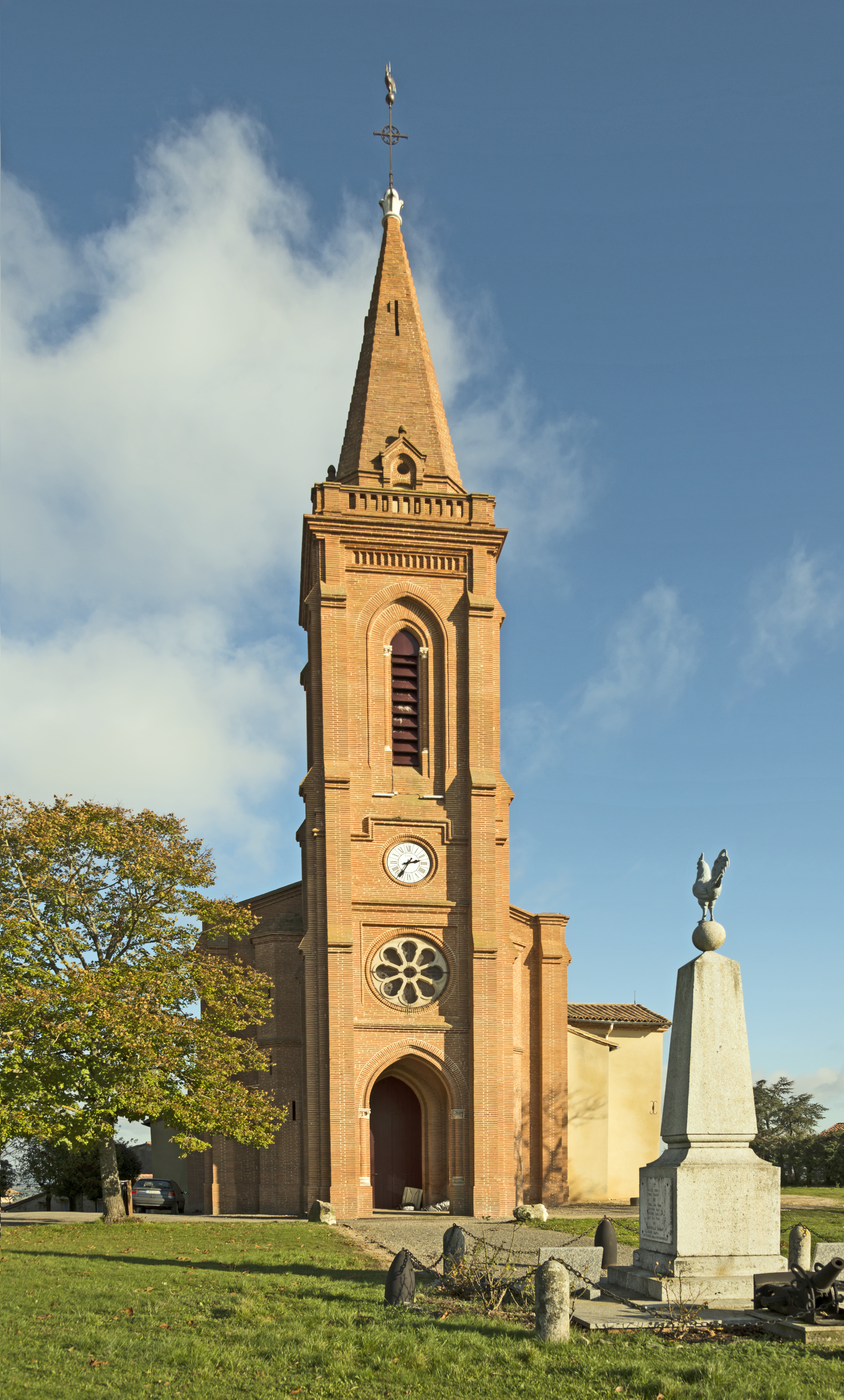

## Società

### Evoluzione demografica
Abitanti censiti